# The Man Who Sold the World (píseň)
The Man Who Sold the World je skladba britského zpěváka Davida Bowieho. Je titulní skladbou z jeho třetího stejnojmenného alba, které v listopadu 1970 vyšlo v USA a v dubnu 1971 ve Spojeném království. Píseň byla přepracována několika dalšími umělci jako cover verze. Významného úspěchu dosáhla například zpěvačka Lulu, která se v roce 1974 se svou verzí umístila ve Spojeném království na třetím místě hitparády a dále skupina Nirvana, která v roce 1993 svou akustickou verzi předvedla v programu MTV Unplugged. Záznam tohoto koncertu vyšel v roce 2004 na CD pod názvem MTV Unplugged in New York.
Bowie později píseň přepracoval, použil těžší basovou linku, perkusní nástroj güiro a výrazně temnější náladu, na koncertech mezi lety 1995 až 1997, včetně vystoupení na MTV Europe Music Awards 1995. Po roce 2000 se vrátil k původní verzi.

## Obsazení Bowieho skupiny
- David Bowie – zpěv, akustická kytara, varhany
- Mick Ronson – elektrická kytara
- Tony Visconti – baskytara, doprovodný zpěv
- Woody Woodmansey – bicí, perkusy